# Thing Trunk
Thing Trunk – polski niezależny producent gier komputerowych z siedzibą w Warszawie. Firma została wpisana do Krajowego Rejestru Sądowego we wrześniu 2012 roku przez Macieja Biedrzyckiego, Konstantego Kalickiego i Filipa Starzyńskiego, wcześniejszych współtwórców firm takich jak Codeminion i Twin Bottles. Początki historii firmy Thing Trunk sięgają jednak kwietnia 2012 roku.

## Historia

### Seria Return 2 Games
Wraz z założeniem firmy studio rozpoczęło prace nad serią gier o nazwie Return 2 Games, która jest hołdem dla różnych gatunków gier popularnych w latach 90. XX wieku i którą ogłoszono dopiero po trzech latach istnienia studia. Zapowiedziano, że seria składać się będzie z 7 tytułów, każdy z nich odmienny pod względem gatunku, jednak wszystkie charakteryzować się mają wspólnym światem (Papierowersum), nietypowym stylem graficznym (wszystkie elementy mają być stylizowane na papierowe wycinanki) oraz zastosowaniem systemu kart. Z założenia gry z serii Return 2 Games tworzone są kierowane do graczy midcorowych. Gry powstają na autorskim silniku 2D (z możliwością tworzenia elementów 3D) o nazwie CUG. Do września 2019 roku studio wydało jedną grę - Book of Demons, za którą otrzymało nagrodę w kategorii "Best Polish Game Art" na prestiżowym wydarzeniu biznesowym branży gier Digital Dragons.

#### Lista wydanych gier
- Book of Demons - pierwszy tytuł z serii Return 2 Games. Gra nawiązuje do klasyków gatunku hack'n'slash[3][15] cechujących się rzutem izometrycznym. Od 2016 roku gra znajdowała się w fazie Early Access[16], a wydana została 13 grudnia 2018[13]. Gra dostępna jest na Microsoft Windows oraz MacOS i sprzedawana jest m.in. za pośrednictwem cyfrowej platformy dystrybucji gier Steam[17].

### Nagrody i wyróżnienia
- Digital Dragons 2018 - Best Polish Game Art[14]
- Indie of the Year Awards 2018 - ''Best Singleplayer - Editor's Choice''[18]
- Indie of the Year Awards 2017 - 10. miejsce, IndieDB[19]
- Momocon 2017 - "Indie Award Finalist", Atlanta[20]
- Casual Connect 2016 - pierwsze miejsce w kategorii Best Game Art, Tel Aviv[21]
- Digital Dragons 2016 - 3. miejsce w kategorii Indie Showcase - Best Indie Game, Kraków[22]
- Freegalaktus 2016 - "Best Game" w kategorii Jury's Choice[23]
- Pixel Heaven 2016 - "Pixel.Award Finalist", Warszawa[24]